# Vezins
Vezins es una comuna francesa situada en el departamento de Maine y Loira, en la región de Países del Loira.

## Demografía
| 1083 | 1044 | 1073 | 1265 | 1394 | 1582 | 1741 |
| Para los censos de 1962 a 1999 la población legal corresponde a la población sin duplicidades (Fuente: INSEE [Consultar]) |      |      |      |      |      |      |